# یوناپیوس
یوناپیوس (یونانی: Εὐνάπιος؛ ۱ ژانویهٔ ۳۴۹ – ۱ ژانویهٔ ۴۲۰) مورخ، فیلسوف، نویسنده، و زندگی‌نامه‌نویس اهل روم باستان بود. مورخ از ساردیس در منطقه لیدیا در آسیای صغیر قرن چهارم پس از میلاد. اثر اصلی بازمانده او «زندگی فیلسوفان و سوفیست‌ها» است (زبان یونانی: Βίοι Φιλοσόφων καὶ Σοφιστῶν؛ لاتین: Vitae sophistarum)، مجموعه‌ای از زندگی‌نامه‌های ۲۳. فیلسوف و سوفسطائیان. تاریخ دقیق مرگ او نامعلوم است اما زمانی پس از ۴۱۴ پس از میلاد در زمان سلطنت تئودوسیوس دوم حدس زده می‌شود.